# Flat Top (Antarctique)
Le Flat Top est le point culminant du chaînon Commonwealth, lui-même situé dans la chaîne de la Reine-Maud en Antarctique.
Il est nommé par l'expédition Terra Nova (1910-1913).